# Maxi Herber
Maxi Herber (Munique, Alemanha, 8 de outubro de 1920 – Garmisch-Partenkirchen, Alemanha, 20 de outubro de 2006) foi uma patinadora artística alemã que competiu em competições de duplas e individuais. Ela foi campeã olímpica em 1936 ao lado de Ernst Baier.

## Principais resultados

### Individual feminino
| Resultados         | Resultados      | Resultados      | Resultados      | Resultados    | Resultados    | Resultados       | Resultados    | Resultados    | Resultados    | Resultados    | Resultados    | Resultados    |
| Internacional      | Internacional   | Internacional   | Internacional   | Internacional | Internacional | Internacional    | Internacional | Internacional | Internacional | Internacional | Internacional | Internacional |
| Evento/Temporada   | 1932– 1933      | 1933– 1934      | 1934– 1935      | 1935– 1936    |               | 1937– 1938       |               |               |               |               |               |               |
| ------------------ | --------------- | --------------- | --------------- | ------------- | ------------- | ---------------- | ------------- | ------------- | ------------- | ------------- | ------------- | ------------- |
| Campeonato Mundial |                 | 7.ª             |                 |               |               |                  |               |               |               |               |               |               |
| Campeonato Europeu |                 |                 | 4.ª             | 7.ª           | 4.ª           |                  |               |               |               |               |               |               |
| Nacional           |                 |                 |                 |               |               |                  |               |               |               |               |               |               |
| Campeonato Alemão  | Medalha de ouro | Medalha de ouro | Medalha de ouro |               |               | Medalha de prata |               |               |               |               |               |               |

### Duplas com Ernst Baier
| Resultados                                            | Resultados        | Resultados      | Resultados      | Resultados      | Resultados      | Resultados      | Resultados      | Resultados      | Resultados    | Resultados    | Resultados    | Resultados    |
| Internacional                                         | Internacional     | Internacional   | Internacional   | Internacional   | Internacional   | Internacional   | Internacional   | Internacional   | Internacional | Internacional | Internacional | Internacional |
| Evento/Temporada                                      | 1933– 1934        | 1934– 1935      | 1935– 1936      | 1936– 1937      | 1937– 1938      | 1938– 1939      | 1939– 1940      | 1940– 1941      |               |               |               |               |
| ----------------------------------------------------- | ----------------- | --------------- | --------------- | --------------- | --------------- | --------------- | --------------- | --------------- | ------------- | ------------- | ------------- | ------------- |
| Jogos Olímpicos                                       |                   |                 | Medalha de ouro |                 |                 |                 |                 |                 |               |               |               |               |
| Campeonato Mundial                                    | Medalha de bronze |                 | Medalha de ouro | Medalha de ouro | Medalha de ouro | Medalha de ouro |                 |                 |               |               |               |               |
| Campeonato Europeu                                    |                   | Medalha de ouro | Medalha de ouro | Medalha de ouro | Medalha de ouro | Medalha de ouro |                 |                 |               |               |               |               |
| Nacional                                              |                   |                 |                 |                 |                 |                 |                 |                 |               |               |               |               |
| Campeonato Alemão                                     | Medalha de ouro   | Medalha de ouro | Medalha de ouro |                 | Medalha de ouro | Medalha de ouro | Medalha de ouro | Medalha de ouro |               |               |               |               |
|                                                       |                   |                 |                 |                 |                 |                 |                 |                 |               |               |               |               |
| Legenda: Competição não foi disputada nesta temporada |                   |                 |                 |                 |                 |                 |                 |                 |               |               |               |               |